# Alexandru Gațcan
Alexandru Gațcan (Chișinău, 27 marzo 1984) è un ex calciatore moldavo, di ruolo centrocampista.

## Palmarès

### Club
- Pervyj divizion: 1

Rostov: 2008
- PFN Ligi: 1

Kryl'ja Sovetov Samara: 2020-2021
- Coppa di Russia: 1

Rostov: 2013-2014

### Individuale
- Calciatore moldavo dell'anno: 4

2013, 2015, 2016, 2017